# Жепнік
Жепнік (пол. Rzepnik (potok)) — річка в Польщі, у Краківському повіті Малопольського воєводства. Права притока Скавинки, (басейн Балтійського моря).

## Опис
Довжина річки 10,15 км, найкоротша відстань між витоком і гирлом — 7,24  км, коефіцієнт звивистості річки — 1,41 . Формується безіменними струмками.

## Розташування
Бере початок на північно-західній околиці села Могіляни на висоті 355 м (гміна Могіляни). Спочатку тече на північний схід через Хоровиці, далі повертає на північний захід і тече через Бжичину, місто Скавіну і у Денбніках у Тинецькому лісі на південно-західній стороні від ставу Янасувки впадає у річку Скавинку, праву притоку Вісли.